# Złota Góra (powiat grójecki)
Złota Góra – wieś w Polsce położona w województwie mazowieckim, w powiecie grójeckim, w gminie Belsk Duży.
Złota Góra jest podzielona na 3 fragmenty znajdujące się dookoła Wilczogóry.
W latach 1975–1998 miejscowość należała administracyjnie do województwa radomskiego.